# Domenico Sacchinelli
Domenico Sacchinelli (Pizzoni, 18 aprile 1766 – Monteleone, 6 luglio 1844) è stato un abate italiano della chiesa cattolica.

## Biografia
Domenico Sacchinelli nacque a Pizzoni, nella Calabria Ulteriore, al secolo parte del Regno di Napoli (attualmente in provincia di Vibo Valentia), figlio di Francesco Sacchinelli e di Serafina Conciatore, che decisero di riservargli una buona educazione, indirizzandolo alla vita monacale. Tuttavia, all'età di 18 anni, non condividendo il rigore dei religiosi del luogo, decise di lasciare il paese natale, per trovare un'occupazione, come scrivano a Catanzaro, presso la Cassa sacra, istituto fondato dal Re Ferdinando IV, per la ricostruzione del "dopo terremoto" del 1783. In questa sua nuova collocazione, grazie anche alla sua rigida formazione, diede prova di capacità e serietà nel lavoro, che gli valse la benevolenza e la stima del suo superiore, l'uditore e ispettore governativo Carlo Pedicini, che lo volle con sé, nella nuova sede di Monteleone. Qui poté continuare i suoi studi ecclesiastici e nel 1794 ottenne l'investitura sacerdotale, divenendo sacerdote nella diocesi di Mileto.

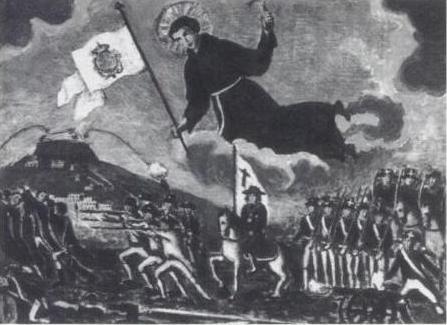
L'armata della Santa Fede

L'opera svolta nella diocesi e le doti intellettuali segnalate dai suoi superiori, lo portarono all'attenzione del cardinale Fabrizio Ruffo, che si trovava nella sua Calabria, impegnato nel reclutamento delle milizie, che avrebbero formato l'Armata Cristiana e Reale (successivamente conosciuto come Esercito della Santa Fede). Lo volle nell'impresa, inserendolo come sotto segretario alla Segreteria dell'Armata, con lo stipendio di venti ducati al mese.
Questo episodio segnò un evento importante per il Sacchinelli, che da modesto curato di paese si vide proiettato nelle vicende belliche che portarono alla caduta della Repubblica Napoletana fino alla prima restaurazione borbonica. In questo periodo divenne assiduo del cardinale Ruffo condividendo tutti i momenti più delicati di quegli eventi, che poi avrebbe ricordato in un memoriale dedicato alla vita del porporato.
Successivamente continuò la sua collaborazione con il cardinale e si divise tra Roma, Napoli, Palermo e Parigi seguendone, come segretario, le alterne vicende. Anche se la data non è nota in quegli anni ricevette la consacrazione ad abate. Viene ricordato, comunemente, nella storiografia che lo riguarda, come abate, ma non appartenendo, verosimilmente, ad alcun ordine monastico, è probabile che debba collocarsi, nella gerarchia ecclesiastica. come abate secolare.
Nell'agosto del 1823, ebbe il privilegio di partecipare al conclave, che elesse Leone XII, seguendo anche in questo caso il cardinale, che lo volle con sé, come conclavista.
Sul finire dello stesso anno fece ritorno a Napoli, dove prese dimora nel Palazzo Ruffo di Bagnara, dove, dopo la morte del porporato, avvenuta nel 1827, continuò a risiedere, curando, come precettore, l'educazione dei figli di don Nicola, fratello del cardinale.
Dopo quest'ultima parentesi napoletana fece ritorno finalmente a Pizzoni, dove, durante tutto il suo peregrinare, aveva fatto solo brevi e sporadiche apparizioni. Acquistò dalla Cassa sacra i ruderi su cui sorgeva l'antico convento di San Basilio e l'annessa chiesa detta del soccorso. Sull'area dedicata al convento fece costruire una palazzina, per sé e i suoi congiunti, mentre la ricostruzione della chiesa, poi chiamata chiesa della "Vergine santissima del Rosario", fu curata dalle sue nipoti, Fortunata e Rosa, entrambe suore e figlie del fratello Nicola..
Lasciò nuovamente Pizzoni, per passare i suoi ultimi anni a Monteleone, dove, su suggerimento di donna Giuseppa Ruffo dei principi di Scilla, moglie del senatore Enrico Gagliardi, fu chiamato da don Francesco Gagliardi marchese di Panaya, quale suo consigliere, a conferma della stima e fiducia guadagnata, presso la classe dirigente del tempo.

## Segretario dell'Armata della Santa Fede
La partecipazione all'impresa sanfedista, come segretario dell'armata e agli ordini del cardinale Ruffo, diede modo all'Abate Sacchinelli di inserirsi tra i numerosi storiografi che ebbero a trattare delle insorgenze controrivoluzionarie nate nel meridione d'Italia, durante l'effimera esistenza della Repubblica Napoletana.
La stesura delle sue Memorie storiche sulla vita del cardinale Fabrizio Ruffo racchiude in sé una dettagliata cronaca degli avvenimenti di quegli eccezionali accadimenti del 1799, che pur redatte da un fervente lealista hanno il pregio di possedere un taglio equilibrato e maggiormente attendibile, rispetto a quelle dei saggisti che lo avevano preceduto, essendo corredato, nella sua stesura, dalla riproduzione di documenti e lettere a sostegno della sua narrazione.

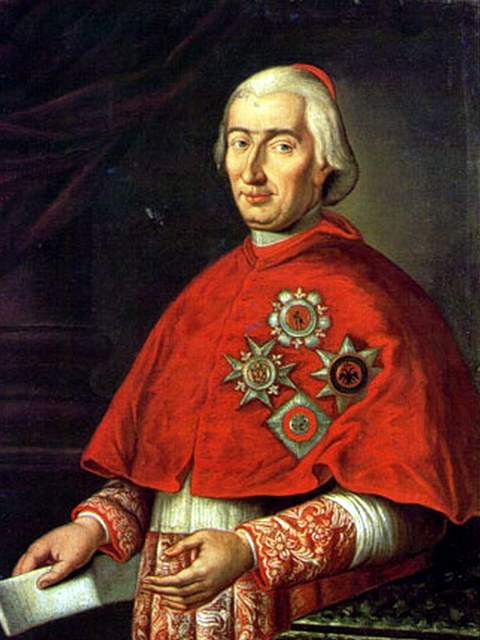
Il cardinale Ruffo

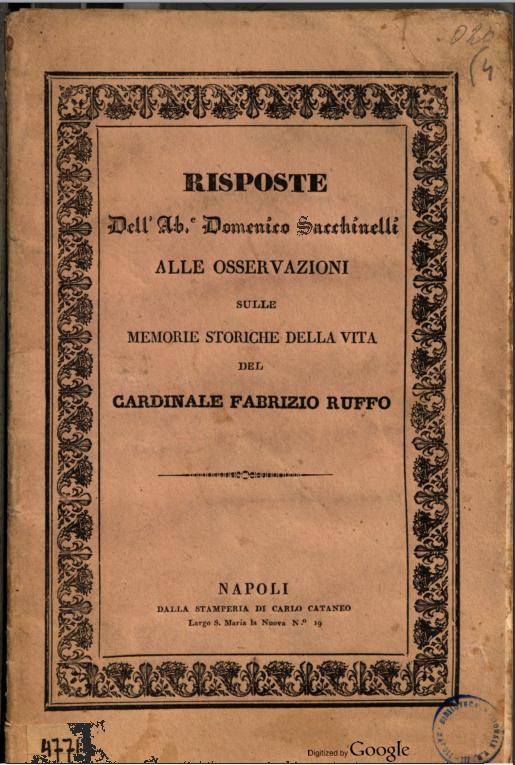
Contraddittorio critico

Dopo la Pace di Firenze firmata, il 28 marzo 1801, da Napoleone Bonaparte e il re di Napoli Ferdinando IV di Borbone, l'equilibrio sociale e politico nell'Italia meridionale era tutt'altro che ristabilito e l'ideologia giacobina continuava a turbare i pensieri del sovrano.
Per questi motivi, dopo l'amnistia ai giacobini imposta dai francesi, decise di proibire la pubblicazione di opere sul periodo repubblicano e sulla spedizione della Santa Fede. Ritenne infatti che le vicende legate all'impresa del cardinale Ruffo, per quanto vittoriose, avrebbero potuto rinfocolare rancori nefasti, legati agli eccessi che le avevano caratterizzate.
I saggi e le cronache riferite agli eventi della repubblica napoletana furono, di conseguenza, patrimonio quasi esclusivo della storiografia fiorita oltre i confini del Regno e legata agli ideali repubblicani e illuministici. Gli esponenti più importanti di tale letteratura furono Vincenzo Cuoco, con il suo Saggio storico sulla rivoluzione napoletana del 1799, Carlo Botta, con la sua Storia d'Italia dal 1789 al 1814, e infine Pietro Colletta, con la sua Storia del reame di Napoli dal 1734 sino al 1825.
L'idea di scrivere una biografia sul cardinale, imperniata soprattutto sull'impresa sanfedista, nacque probabilmente su suggerimento dello stesso cardinale, poco prima del conclave del 1823, quando l'abate era a Napoli per assistere il porporato, già malfermo in salute.
L'opera del Sacchinelli era molto meno nota rispetto alle altre. Egli stesso, come storiografo, era rimasto pressoché sconosciuto presso i contemporanei.
Solo in tempi recenti, il suo lavoro è stato rivalutato ed ha goduto di una maggiore attenzione.
La prima edizione uscì a Napoli nel 1836, epoca in cui le turbolenze rivoluzionarie erano ormai sopite. Nella sua prefazione l'abate muove pesanti critiche all'opera di Vincenzo Cuoco per le tante notizie inesatte riportate, in particolare, sulle efferatezze compiute dall'Armata della Santa Fede, rimproverandogli la mancanza di fonti. Simili confutazioni muove nei confronti di Carlo Botta e Pietro Colletta, verso i quali, però, la critica è meno rovente in quanto li riteneva, supinamente, condizionati dagli scritti del Cuoco.
Le Memorie di Sacchinelli furono scritte nel 1836, quindi in ritardo rispetto a molti degli eventi narrati, pertanto ci sarebbe da attendersi una inattendibilità di fondo in ambito storiografico. Ciononostante, Domenico Sacchinelli fu segretario di Ruffo e conservò molti documenti di quel periodo, come lui scrisse nella prefazione. Confonde alcuni nomi e date (ad esempio per quanto riguarda la Rivoluzione altamurana confonde porta Bari con porta Napoli, dice che Ruffo era a Matera l'8 maggio anziché il 6), ma la sua narrazione è tutto sommato attendibile. Nonostante le pretese di "imparzialità ed esattezza", Sacchinelli tralascia o edulcora alcuni aspetti cupi della vita del cardinale Fabrizio Ruffo. Ad esempio, l'uccisione di Giovanni Firrao è attribuita a un misterioso uomo dalle iniziali G.L. anziché, più verosimilmente, allo stesso Ruffo (si veda anche l'uccisione di Giovanni Firrao). Inoltre Fra Diavolo e Gaetano Mammone vengono citati in un solo paragrafo e non viene fatta menzione né della loro crudeltà né del sadismo, entrambi ben documentati, ma anzi viene resa la testimonianza del commodoro inglese Townbridge che definiva Fra Diavolo "per noi un angelo".
Nel 1895 una seconda edizione dell'opera fu stampata a Roma e compendiata da un altro lavoro, edito nel 1838, in cui dava numerose risposte e precisazioni alle confutazioni, mossegli in un opuscolo, stampato a Livorno, nel 1837 e intitolato Le osservazioni di un anonimo.
Dall'insieme scaturisce un interessante dibattito storico-critico sulle azioni e le scelte del cardinale Ruffo, in un contesto storico sociale particolare, che la metodologia adottata dal Sacchinelli, nell'esposizione dei fatti, fa emergere in modo circostanziato e compiuto.
L'interesse per il saggio del Sacchinelli è continuato anche in tempi più recenti, con la ristampa della sua opera, nel 1999, da parte della casa editrice "Controcorrente Edizioni". Il saggio, infatti, è considerato un punto di riferimento importante, nel dibattito, ancora acceso, tra sostenitori e detrattori dell'opera del cardinale Ruffo e la sua Armata della Santa Fede.
Il risultato senza dubbio è stato quello di avere ristabilito un giusto equilibrio, nelle considerazioni che, a lungo, avevano caratterizzato la letteratura, riferita alle insorgenze controrivoluzionarie, coordinate e guidate dal Cardinale Ruffo.
L'inquinamento storiografico praticato dai suoi contemporanei aveva gettato una luce nefasta sul cardinale, ponendolo come condottiero spregiudicato di una soldatesca scoordinata, composta, perlopiù, da plebe esaltata e assetata di vendetta, responsabile di saccheggi, omicidi, stupri di massa e ogni altra sorta di nefandezza.
Anche se l'impresa sanfedista porta con sé, innegabile e inevitabile, il risvolto cruento, che sempre accompagna la barbarie di una guerra civile, la figura del cardinale esce completamente riaccreditata dalla testimonianza del Sacchinelli.
Il Ruffo risulta essere un abile condottiero, che in una situazione di oggettiva difficoltà riuscì a tenere compatta un'armata eterogenea, cercando di contenere, per quanto possibile, gli episodi di efferatezza, che pure non mancarono, come testimoniano i primi episodi legati al saccheggio di Crotone.
In definitiva, per la documentazione addotta e la metodologia usata, il saggio dell'abate Sacchinelli risulta essere una delle fonti più autorevoli ed esclusive delle azioni dell'Armata della Santa Fede, dalla sua formazione fino alla sua successiva avanzata, attraverso la Calabria, la Basilicata, la Puglia, fino alle porte di Napoli.

## Opere
- Domenico Sacchinelli, Memorie storiche sulla vita del cardinale Fabrizio Ruffo, con osservazioni sulle opere di Coco, Colletta e Botta (PDF), Tipografia di Carlo Calanco, 1836.
- Domenico Sacchinelli, Risposte dell'Ab.e Domenico Sacchinelli alle osservazioni sulle Memorie storiche della vita del cardinale Fabrizio Ruffo per l'impresa guerriera del 1799, Tipografia di Carlo Cataneo, 1838.